# Instituut voor Rationele Suikerproductie
Het Instituut voor Rationele Suikerproductie (IRS) is het onderzoeks- en kenniscentrum voor de suikerbietenteelt in Nederland. Het instituut is gevestigd in een voormalig suikermagazijn in Bergen op Zoom.

## Geschiedenis
Het IRS werd op 5 juni 1930 opgericht onder de naam Instituut voor Suikerbietenteelt. Het instituut werd gevestigd in de voormalige laboratoria en personeelsverblijven ven de in 1929 gesloten suikerfabriek 'De Zeeland'. In de jaren veertig werd de naam gewijzigd in Instituut voor Rationele Suikerproductie (IRS). In 1952 verhuisde het IRS naar een voormalig suikeropslagmagazijn, dat na een jarenlange verbouwing op 11 juni 1952 door minister van Landbouw Sicco Mansholt officieel werd geopend.

## Doelstelling
Het instituut bevordert door onderzoek en voorlichting de rentabiliteit en duurzame ontwikkeling van de bietenteelt en de suikerindustrie in Nederland. Voor het onderzoek wordt samengewerkt met instituten en universiteiten in binnen- en buitenland.